# František Šebek (architekt)
František Šebek (15. ledna (15. dubna) 1814 Vlašim – 6. března 1862 Vídeň), byl český architekt, stavitel a politik, v 60. letech 19. století poslanec Českého zemského sněmu a Říšské rady.

## Biografie
Profesí byl architekt a stavitel. Vystudoval pražskou polytechniku. Pak nastoupil na praxi k pražskému staviteli Zobelovi a do Vídně, ke staviteli Hopperemu a Mayrovi. V roce 1850 si sám založil stavitelskou školu ve Vídni. Vyučil se u něj Josef Hlávka. V hlavním městě monarchie postavil Šebek budovu hlavní pošty, patologického muzea a četné obytné a bankovní domy. V rodné Vlašimi zbudoval kašnu se sochou Záboje. Zasedal ve vídeňské obecní radě. Při pražské české reálné škole založil nadaci na podporu studentských prací o dějinách.
Po obnovení ústavního života v Rakouském císařství počátkem 60. let 19. století se zapojil do politiky. V zemských volbách v Čechách v roce 1861 byl zvolen v městské kurii (volební obvod Vysoké Mýto – Skuteč – Hlinsko) do Českého zemského sněmu jako oficiální kandidát českého volebního výboru (Národní strana – staročeská). V téže době také zasedal v Říšské radě (celostátní zákonodárný sbor), kam ho vyslal zemský sněm roku 1861 (tehdy ještě Říšská rada nevolena přímo, ale tvořena delegáty jednotlivých zemských sněmů).
Zemřel v březnu 1862.